# Louis Jacolliot
Louis Jacolliot (Charolles, Saona y Loira, 31 de octubre de 1837 – Saint-Thibault-des-Vignes, Sena y Marne, 30 de octubre de 1890) fue un abogado francés que trabajó como juez en India y Tahití (entre 1865 y 1869); más tarde trabajó como escritor y conferenciante.

## Biografía
Vivió varios años en la India y otras zonas de Asia. Escribió muchos libros acerca de la cultura india, incluida la leyenda de la Sociedad secreta de los Nueve Desconocidos.
Actualmente se le describe como un escritor «prolífico pero increíble».
Durante su tiempo en la India recolectó mitos sánscritos, que más tarde popularizó en su Histoire des vierges, les peuples et les continents disparus (historia de las vírgenes, personas y continentes desaparecidos; 1874).
Entre otras cosas, afirmaba que había unas «tabletas sánscritas» que contaban la historia de un continente (llamado Rutas) hundido en el océano Índico. Sin embargo, él reubicó este continente perdido en el océano Pacífico y lo relacionó con el mito de Atlántida. Este «descubrimiento» es similar al origen de la historia del continente Mu.
La teosofista Helena Blavatsky cita los trabajos de Jacolliot en su libro Isis revelada, y aceptaba que sus especulaciones acerca de Lemuria tenían influencias del francés.
Realizó una pseudotraducción del Manu smriti (Las leyes de Manu), que ha sido rechazada por muy poco confiable por numerosos sanscritólogos, incluida Ann-Marie Etter. Este trabajo influenció a Friedrich Nietzsche; véase Chandala. También tradujo parte del Tirukkural al francés.

## Obras
- La devadassi; 1868.
- La Bible dans l'Inde, ou la vie de Iezeus Christna (La Biblia en la India, o la vida de Iezeus Christna); 1869.
- Les fils de Dieu (Los hijos de Dios); 1873.
- Christna et le Christ (Krishná y el Cristo); 1874.
- Histoire des Vierges. Les peuples et les continents disparus (Historia de las vírgenes, personas y continentes desaparecidos); 1874.
- La Genèse de l'humanité. Fétichisme, polythéisme, monothéisme (La génesis de la humanidad, fetichismo, politeísmo, monoteísmo); 1875 ¿o 1879?.
- Le spiritisme dans le monde (El espiritismo en el mundo); 1875.
- Les traditions Indo-asiatiques (Las tradiciones indoasiáticas); 1876.
- Les traditions indo-européennes et africaines (Las tradiciones indoeuropeas y africanas); 1876.
- Le pariah dans l'humanité (Los parias en la humanidad); 1876.
- Les législateurs religeux: Manou, Moïse, Mahomet (Los legisladores religiosos: Manu, Moisés, Mahoma); 1876.
- La femme dans l'Inde (Las mujeres en la India); 1877.
- Rois, prêtres et castes (Reyes, sacerdotes y castas); 1877.
- L'Olympe brahmanique. La mythologie de Manou (El Olimpo brahmánico, la mitología de Manu); 1881.
- Fakirs et bayadères (Fakires y devadāsīs); 1904.
- Voyage au pays des bayadères (Viaje al país de las devadāsīs); 1873.
- Voyage au pays des perles (Viaje al país de las perlas) I; 1874.
- Voyage au pays des éléphants (Viaje al país de los elefantes) II; 1876.
- Second voyage au pays des éléphants III (Segundo viaje al país de los elefantes); 1877.
- Voyage aux ruines de Golconde et à la cité des morts – Indoustan I (Viaje a las ruinas de Golconda y la ciudad de los muertos); 1875.
- Voyage au pays des brahmes II (Viaje al país de los brahmanes); 1878.
- Voyage au pays du hatschisch III (Viaje al país del hachís); 1883.
- Voyage au pays de la liberté: la vie communale aux Etats-Unis (Viaje al país de la libertad: la vida comunal en Estados Unidos); 1876.
- Voyage aux rives du Niger, au Bénin et dans le Borgou I (Viaje a las orillas del río Níger, Benín y Borgu); 1879.
- Voyage aux pays mystérieux. Du Bénin au pays des Yébous; chez les Yébous – Tchadé II; 1880.
- Voyage au pays des singes III; 1883.
- Voyage au pays des fakirs charmeurs; 1881.
- Voyage au pays des palmiers; 1884.
- Voyage humoristique au pays des kangourous I; 1884.
- Voyage dans le buisson australien II; 1884.
- Voyage au pays des jungles. Les femmes dans l'Inde; 1889.
- Trois mois sur le Gange et le Brahmapoutre (Tres meses en el Ganges y el Brahmaputra). Escrito por Marguerite Faye (esposa de Jacolliot, llamada «madame Louis Jacolliot»); 1875.
- Taïti, le crime de Pitcairn, souvenirs de voyages en Océanie; 1878.
- La Côte d'Ebène. Le dernier des négriers I; 1876.
- La Côte d'Ivoire. L'homme des déserts II; 1877.
- La Cité des sables. El Temin III; 1877.
- Les pêcheurs de nacre IV; 1883.
- L'Afrique mystérieuse I, II, III; 1877); I,II, III, IV; 1884.
- Les mangeurs de feu (Los comedores de fuego); 1887.
- Vengeance de forçats (Venganza de los convictos); 1888.
- Les chasseurs d'esclaves (Los cazadores de esclavos); 1888.
- Le coureur des jungles; 1888.
- Les ravageurs de la mer; 1890.
- Perdus sur l'océan (Perdidos en el océano); 1893.
- Les mouches du coche; 1880.
- Le crime du moulin d'Usor; 1888.
- l'affaire de la rue de la Banque. Un mystérieux assassin; 1890.
- Scènes de la vie de mer. Le capitaine de vaisseau; 1890.
- Un policier de génie. Le mariage de Galuchon; 1890.
- Scènes de la vie de mer. Mémoires d'un lieutenant de vaisseau; 1891.
- l’affaire de la rue de la Banque. Le Père Lafouine; 1892.
- La vérité sur Taïti. Affaire de la Roncière; 1869.
- Ceylán et les cinghalais; 1883.
- La genèse de la terre et de l'humanité I; 1884.
- Le monde primitif, les lois naturelles, les lois sociales II; 1884.
- Les animaux sauvages; 1884.